# Let You
Let You è un singolo del rapper texano Iann Dior, pubblicato nel novembre 2021 ed estratto come 2º proveniente dall'album On To Better Things.

## Classifiche
| Classifica    | Posizione massima |
| ------------- | ----------------- |
| Nuova Zelanda | 18                |